# Otto Ernst Lang
Otto Ernst Lang (* 30. Januar 1908 in Hamburg; † 6. Mai 1945 bei Kos) war ein Hamburger Hafenarbeiter und sozialdemokratischer Widerstandskämpfer in der Zeit des Nationalsozialismus.

## Leben
Lang war die meiste Zeit seines Lebens als Kai-Arbeiter im Hamburger Hafen tätig. Ab dem Jahr 1922 engagierte er sich in der Sozialistischen Arbeiterjugend (SAJ). 1924 wurde er Mitglied im Reichsbanner Schwarz-Rot-Gold und war auch in der SPD politisch aktiv. Er engagierte sich in der Parteigruppe in Hamburg-Rothenburgsort.
Nach dem Verbot der SPD setzte Lang die politische Arbeit fort und leistete Widerstand gegen den Nationalsozialismus. Er druckte Flugblätter und verteilte aus Dänemark eingeschmuggelte illegale Schriften. Der Vervielfältigungsapparat seiner Widerstandsgruppe stand unter seinem Wohnzimmertisch, der unter einem großen Tischtuch so gut getarnt war, dass die Polizei den Apparat bei der Hausdurchsuchung nicht fand, als am 5. Februar 1935 die Widerstandsgruppe durch Denunziation von der Gestapo enttarnt und Lang mit drei weiteren Angehörigen dieser Gruppe verhaftet wurde. Er verbrachte drei Monate im Polizeigefängnis Fuhlsbüttel und wurde Ende April 1935 wieder aus der Haft entlassen. Am 16. Oktober 1935 wurde Lang erneut festgenommen, nachdem Mitglieder einer weiteren aus Sozialdemokraten bestehenden Widerstandsgruppe aufgeflogen waren. Lang wurde der Verbreitung von hochverräterischen Schriften und dem Unterlaufen des SPD-Parteiverbots beschuldigt. Am 19. Dezember 1935 wurde Lang wegen „Verstoßes gegen das Gesetz gegen die Neubildung von Parteien“ und „Vorbereitung zum Hochverrat“ im Prozess gegen Hausen und Genossen zu zweiundeinhalb Jahren Zuchthaus mit Ehrverlust verurteilt, die er in den Zuchthausaußenlagern im Emsland und im  KZ Börgermoor verbrachte. Wilhelm Hausen (* 1907) war der Koordinator des sozialdemokratischen Widerstands in Hamburg-Hamm und auf der Großwerft Blohm + Voss.
Lang war verheiratet mit Senta, das Paar hatte eine Tochter namens Helga. Während Langs Haftzeit erhielt seine Familie keine staatliche Unterstützung, so dass Langs Frau den Lebensunterhalt der Familie mit Reinigungstätigkeiten nur notdürftig bestreiten konnte. Zudem musste Langs Ehefrau wöchentlich bei der Gestapo vorstellig werden. Auch wurden die Familie und ihr Besuch durch die Gestapo überwacht. Lang wurde im Januar 1938 aus der Haft entlassen und war danach als Monteur bei der amerikanischen Maschinenbaufirma International Harvester Company in Hamburg beschäftigt. Dort fand er wieder Kontakt zu Gegnern des NS-Regimes.
Anfang Dezember 1942 wurde er aufgrund sogenannter Wehrunwürdigkeit zum Strafbataillon 999 eingezogen und nach kurzer Ausbildungszeit während des Afrikafeldzuges eingesetzt. Im Mai 1943 wurde er in der Nähe von Tunis verwundet, nach Italien ausgeflogen und in einem Lazarett in Gars am Inn behandelt. Nach der Genesung wurde er nach Griechenland verlegt. Er starb am 6. Mai 1945 zusammen mit einem Kameraden bei dem Versuch, auf einem selbst gebauten Floß von der Insel Kos zu flüchten.

## Ehrungen

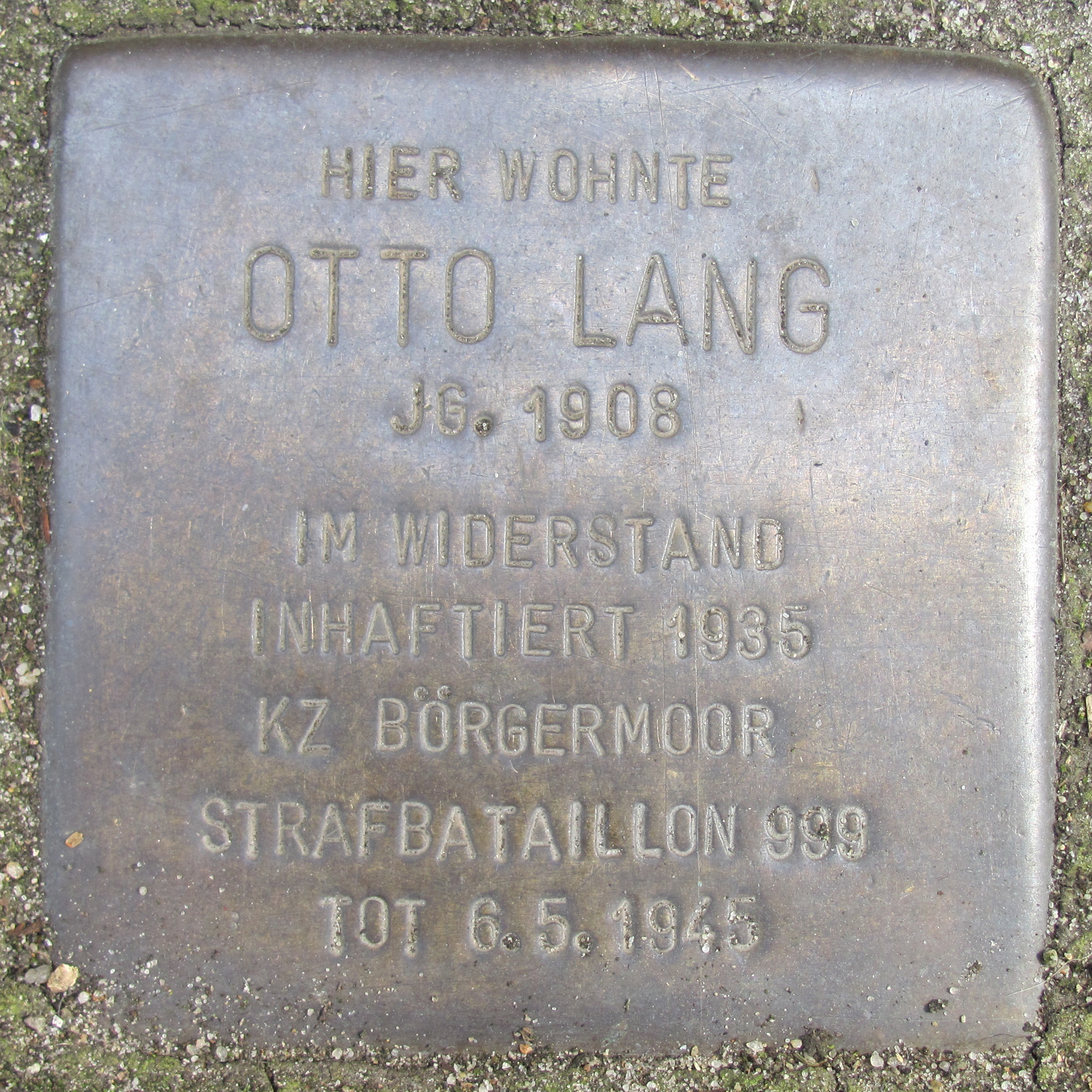
Stolperstein für Otto Ernst Lang

- 3. Mai 2006 wurde ein Stolperstein vor dem Haus Am Gleise 8 in Hamburg-Veddel zur Erinnerung an Otto Ernst Lang eingeweiht.[3]